# Ранкові дзвони
«Ранкові дзвони» — радянський художній фільм-мелодрама 1967 року, знятий на кіностудії «Грузія-фільм».

## Сюжет
Молодий учитель історії Ладо Яшвілі, спрямований на роботу в маленьке сванетське селище, намагається завоювати повагу місцевих жителів. Там він закохується в місцеву дівчину, бібліотекарку Кету, але вона вже засватана за іншого. Її наречений, Чопе, намагається переконати вчителя не йти наперекір віковим традиціям.

## У ролях
- Грігол Цітайшвілі (дубляж: Олексій Золотницький) —  Ладо
- Манана Дашніані (дубляж: Неллі Пянтковська) —  Кету
- Зураб Капіанідзе (дубляж: Юрій Пузирьов) —  Чопе, шофер, наречений Кету
- Спартак Багашвілі —  Джанкват, батько Кету
- Георгій Гоцірелі —  Темраз, заступник директора школи
- Коте Даушвілі —  Георгій
- Юсуф Зоїдзе —  Вано, директор школи
- Зінаїда Кверенчіладзе —  Ієро, дружина Темраза
- Коте Толорая —  Джото
- Тамаз Толорая —  Коста, старшокласник
- Баадур Цуладзе —  Гамлет, відвідувач закусочної
- Манана Цховребова —  Матіса, старшокласниця

## Знімальна група
- Режисер — Караман Мгеладзе
- Сценаристи — Караман Мгеладзе, Теймураз Маглаперідзе
- Оператор — Гіві Рачвелішвілі
- Композитор — Нугзар Вацадзе
- Художник — Кахабер Хуцішвілі